# 日本語における敬語

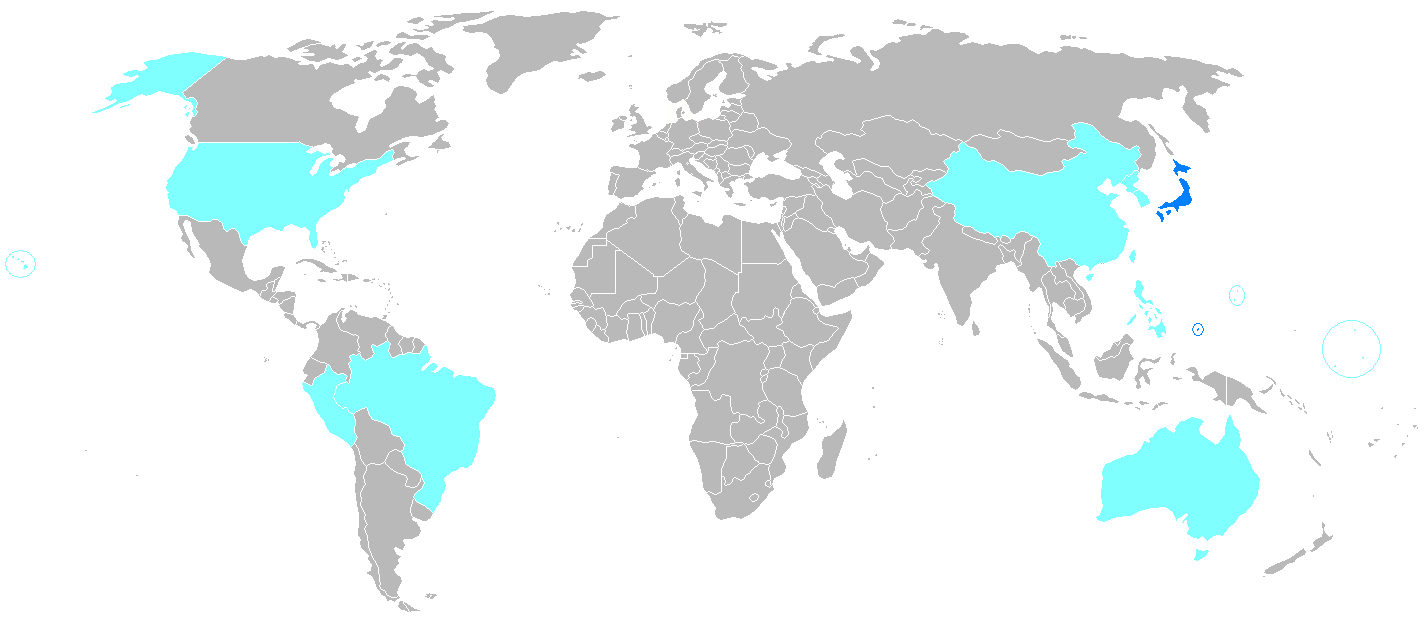
日本語が主要言語または公用語である国や地域
日本語が少数言語として使用される国や地域

本項では日本語における敬語（にほんごにおけるけいご）について解説する。

## 成立
浅田秀子は「神道の祝詞から敬語が発生した」という説を提唱しており、太古には神々を崇めるための特別な言語形式であり、神との距離を図ったものである。事実、古代の敬語は祭祀を行う天皇のみが用いてきたもので、祝詞に敬語の萌芽が見られる。絶対的な立場である神に対して「絶対敬語」として敬語が誕生し、従来は相手の身分に応じて敬語が用いられてきた。「です・ます」のような丁寧語は用いられておらず、この丁寧語は8世紀ごろに誕生したとされる。拡大して天皇に対して敬語が適用されるようになり、身分制度における敬語の使用へも発達していった。
尾鼻靖子によれば、祝詞は畏怖の感情を表明するもので、ソトの存在であり、また上の存在である神に対して、ウタう、つまり訴えを行うものである。豊作に対する感謝の気持ちを訴えたり、天地災害に対しては怒りを鎮めるよう、あるいは病が癒えるよう、またそれが治れば感謝を訴えた。敬語が使われる動機は自らではなく神という畏れ多い存在があり、畏れ多い絶対的かつ上位の存在である神に対して慎重に言葉を選ぶ必要があった。
「敬語の起源は「タブー」にある」とする金田一京助による「タブー起源説」があるが、疑問が呈される。

### 絶対敬語から相対敬語へ
尊敬語は奈良時代には例があり、西日本に多く、東日本に少ない。丁寧語は、平安時代に芽が出てきた。中世には、ソトの人に身内のことを説明する時に、身内を高める敬語を使った。つまり、年上の祖父に対して普段敬語を使っているため、客にもその敬語のまま伝えるということであり、この用法は21世紀でも関西に残っている。後にこのような場合は、謙譲語によってへりくだって説明するように変わった。
江戸時代には、身分によって、また同じ身分でも栄えている家柄に対して敬語を使うようになり、一方で、九州では個人的な年齢差によって年上には敬語を使うようになった。「です」は明治時代に東京でよく使われるようになり、全国に普及した。

### 現代の敬語
現代の日本は民主主義の社会、基本的人権の元に平等な社会である。このような社会では、相互の尊重のために敬語は一定の程度は有用である、あるいは敬語は清算すべきという、根本的には両極に価値観が分かれる。またどのよう価値観を抱き表現するかは、思想・良心の自由、表現の自由が憲法によって保障されている。敬語では親しみを表せないと信じている人もいれば、キャラづくりとしてタメ口を表現している芸能人までさまざまである。
「絶対敬語」は、上下関係を元にしているが、現代の敬語は、「相対敬語」であり、自らの相手へのスタンスが動機となる。一般に家庭内で祖父や父に敬語は使わないようになった。変動する相対的な上下関係、親疎、社会関係、状況、気持ち、恩恵関係などが絡んで用いられる。また、性別、ウチとソトなども要因となる。上位の存在に対して敬語を用いているのは変わらない。しかし誰を上位だとみなしているのかは個々の価値観に由来する。
大勢に話す時、また改まった場、あるいは依頼する時、また身構えた時に敬語が用いられる傾向もある。
敬語は、弱い立場への力関係を示したり、皮肉や冷たさも表現することも可能である。また、敬語は距離感を保つための形式でもあるため、仲を深めることを拒否しているという意思表示ともなり、親しさを伝えるためには敬語以外の表現が効果的である場合もある。言葉を丁寧にしても、態度が無礼で配慮がなければ慇懃無礼と言われ、一方、言葉遣いが丁寧すぎるからといって変ではなく、自分の基準だけが正しいと思うこともよくない。「男はつらいよ」の寅さんに出てくるような、「まだ生きてやがったか」のような罵倒じみた挨拶でさえ、旧知の仲では再開の喜びを表すことすらある。
1952年には国語審議会にて「これからの敬語」が建議された。封建時代（身分制度）からの習慣であるため（戦後の）民主主義では敬語は清算すべきという説、一方で民主主義では個を尊重する相互の尊敬が基盤となるため、ある程度は敬語が有用であるといった説があり、後者を採用して、敬語の行き過ぎた形はいましめて、誤用を正し、簡素にするということが話し合われることとなった。これまで敬語が上下関係から発達した点は民主主義的に改め、また女性の敬語や美称の使い過ぎ、商業における不当に相手を高める高い敬語や、逆に自らを下げる謙遜語は、自他の人格的尊厳を見失うことがあるため、よく戒めるべきものと指摘された。しかし、簡素化された敬語が普及することはなく、「れる型」の敬語も推奨したが普及しなかった。また相手を指す時「あなた」を標準形とし、「貴殿」「貴下」などを置き換え、「殿」は「様」に置き換え、米のように男性が「お」を省くものは女性でも省き、「です・ます」体を基本とするが、親愛体としての「だ」調を妨げるものではないともされた。
身分、上下関係、目上かどうかと年齢を重視した尊敬語と謙譲語が前に出た敬語であった従来の敬語から、親疎を考慮した現代の敬語へと変質し丁寧語が前にも出てくることとなった。そして、一般の認識では敬語とは、尊敬語と謙譲語である。
その後、敬語の再検討に至るのは、1993年以降である。その間に敬語の使用の低迷も招いており、2007年に「敬語の指針」が発表され、従来の3分類から美化語の追加などで5分類へと改められると、再び敬語に注目が集まった。この指針で相互尊重による敬語という考えは継承された。この指針によれば、敬語は自分との関係を表現するものであり、コミュニケーションを円滑にし、人間関係を築くときに用い、また気持ちの表現手段であり、敬い、改まった気持ちを表現するものだとされた。改訂直後の2008年の中学校の教科書では3分類が教えられていたなど、統一的ではなく、ある教科書では、敬意を示す時に使うとし、ほかの教科書では、改まった気持を表すとか、人間関係に応じた言葉遣いだとされている。「敬語の指針」では「あなた」について解説されており、本来は敬意の高い敬語だが、21世紀初頭では夫婦など身内で親しみを込めて用いる場合を除いては、対等から下位の者に対して一般に使われており、中立的でやや冷たい響きでもあるとされる。
21世紀には、過剰な丁寧語への変化が見られる。それまで敬語は相手との心理的距離を表していたが、自らの言葉遣いを示す側面も増えた。「敬語の指針」では、その場にいない人への敬語の使用は違和感が感じられる可能性があるとし、その場にいる聞き手だけを意識して使われるようになったという変化が取り込まれている。「お召し上がりになる」のような、「召し上がる」に「お」がついた二重敬語だが「敬語の指針」や敬語の実用書でも推奨されるなど、広く認められた使い方になっており、アンケート調査でも違和感を持つ人は1割程度である。「敬語の指針」ではこうした時代を経た様々な変化が反映されている。
5分類の背景には、言葉遣いをきれいにしようと単語に「お」をつける美化語を、特に東京近郊の女性が多用しだしたことによって、全国的に波及したことがある。同様に首都圏の女性では尊敬語の用法が広がっており、過剰とされる二重、三重の敬語が使われる。敬語の変化を大規模調査してきた井上史雄によれば、5分類は、21世紀の東京の敬語を説明するには適するが、3分類でよいとしている。このように敬語だけに関わらず日本語は流動しており、敬語については敬意を示そうとしたという部分に注目し、誤りにだと思う部分を寛容に受け止めることも大切となる。
敬語は敬意を表現するものというのが、主流の見解のひとつであり、「米」を敬っていれば「お米」と表現するため、これらの人々では話者の品位を表すために「お米」と呼ぶ美化語は認めないという立場をとる。
尾鼻によれば、敬語の形式を用いるのは、敬意からではなく、相手に対する距離感からである。敬語によって適切な距離感をとれば敬意を表することもできれば、敬語によって不要に距離を取れば侮辱ともなりえる。親疎の疎、言い換えればソトの存在だとみなしている場合、警戒心から敬語を用いて心的距離を置く場合もある。こうした新たな研究領域からは、待遇表現という用語でも呼ばれている。
あるいは櫻井によれば、現代の敬語は商業主義から成り立っており、客を上位として扱っていることに由来する。
2007-2008年の3652人の調査では、50代までは90%以上が敬語を使い分けており、60代以上では約80%であった。使い分けの男女差は使い分けていない人は男性の方が若干多い。
2014年、19~29歳の広島大学の学生44名を対象として、聞き手がどの程度、相手からの敬語使用を期待しているかを調査した結果によれば、いずれの場面においても、公的な場面の方が私的な場面よりも敬語の使用が期待されるという傾向が見られた。また、相手の属性に関しては、日本人に対する期待度が最も高く、外国人に対しては日本人ほどには期待されていないことが明らかになった。

## 分類
一般に、敬語を尊敬語・謙譲語・丁寧語の3つに分類してきた。中学校では3分類で敬語の学習をしているほか、常体・敬体についても学習している。
一方、日本語学においてはさらに丁重語・美化語を立てた5分類が多く使われている。2007年に、文化庁の文化審議会は「敬語の指針」を示し、尊敬語・謙譲語I・謙譲語II（丁重語）・丁寧語・美化語の5分類へと改めた。
この3および5分類の違いは、敬語にはその性質上、話題中の人物を高める「素材敬語」と話し手が対面している聞き手を高める「対者敬語」があるが、5分類は従来の3分類をこの点で区別することで定義されたものである。また、丁寧語の一部である美化語は「敬語」からは外されることが多い。
また、「敬語の指針」は、敬語は「古代から現代に至る日本語の歴史の中で、一貫して重要な役割を担い続けている」とし、現代においても人と人との「相互尊重」の気持ちを基盤とした「自己表現」を表す意味において重要な役割を果たすとした。
| 3分類  | 5分類  | 特徴     | 特徴                                                                             |
| ------ | ------ | -------- | -------------------------------------------------------------------------------- |
| 尊敬語 | 尊敬語 | 素材敬語 | 話題中の動作の主体が話し手よりも上位であることを表す語                           |
| 謙譲語 | 謙譲語 | 素材敬語 | 話題中の動作の客体が話題中の動作の主体よりも上位であることを表す語               |
| 謙譲語 | 丁重語 | 対者敬語 | 聞き手が話し手よりも上位であることを表す語                                       |
| 丁寧語 | 丁寧語 | 対者敬語 | 聞き手が話し手よりも上位であることを表す語尾の「です」「ます」「ございます」など |
| 丁寧語 | 美化語 | -        | 上品とされる言い回し・言葉遣い                                                   |

敬語の各タイプには、独自の語彙と動詞の語尾がある。たとえば、動詞「do」の標準形式は「する」である。この形は、家族や親しい友人に適している。するの丁寧形は、「します」で、この形は、ほとんどの日常のやり取りに適している。このような客の話または地位が高い人には、敬語なさると丁寧な形なさいますが使用される。自分自身の行動やグループメンバーの行動に言及するときの謙譲語「いたす」は敬意を示す場合「いたします」が礼儀正しい形で使用されている。これらの敬語と謙譲語は、指示対象に対する敬語である。したがって、ますと共存可能である。
丁寧語は、「です」、「ます」の使用、および中立オブジェクトに対する「お」や「ご」などの接頭辞の使用によって特徴付けられる。テレビの出演者はよく丁寧な言葉を使用するが、これはほとんどの非日本人学習者に最初に教えられる言語の形式である。丁寧な言葉は、自分自身や他の人の行動を指す場合も使用できる。
尊敬語は、上司や顧客について話すときに使用される特別な形式または代替語で、自分のことを話すのには使われない。たとえば、日本の美容師などが客に席を取るように要求するとき「座れ」という意味で「座ってください」と言う。しかし、彼らは座っている自分自身を指すために、「おかけにならないの」ではなく、動詞の「座る」を使用する。言語の敬意を表するものは、他の人に対してのみ使用できる。一般に、敬意を表する言葉は地位の高い立場にある人々に向けられている。たとえば、仕事で上司、または顧客などに、話し手が専門的な能力で行動していることも意味し、長い丁寧な表現が特徴である。敬語を受ける人が尊敬される人であるとき、一般的な動詞は例えば
- なさる←行う
- おっしゃる←言う

など、より丁寧な代替動詞に置き換えられる。これらの変換のいくつかは1対1ではなく 行く, 来る, いるは全ていらっしゃるになり、「食べる」と「飲む」は両方とも「召し上がる」になる。動詞は敬意を表す形に変更されることもあり、敬意を表する1つの形式は、接頭辞と丁寧な接尾辞を使用した動詞の変更で、例えば「読む」→「お読みになる」のように、接頭辞「お-」と接尾辞「になる」が動詞の連用形に追加される。「読まれる」などの助動詞「-(ら)れる」も使用できる。また、名詞も敬意を表すために代用される。単語「人」 は、敬意を表した言語では、「方」になる。したがって客は通常、「人」ではなく「方」と呼ばれる。
謙譲語は、自分または集団内の人の行動をビジネスの顧客などの他の人に説明するときに使用され、謙譲語は他の人を助けるために自分の行動が起こっていることを暗示する傾向もある。謙譲語は、動詞を他の形式に置き換える点で尊敬語に似ており、たとえば「する」は致すになり、「もらう」は「いただく」になる。これら二つの動詞も「どういたしまして」や「いただきます」といった定型句などにも見られる。尊敬語と同様に、動詞は接頭辞と「する」または「致す」という動詞を追加することで活用形が変わる。例えば、「持つ」は「お持ちします」となる。謙虚なフォームの使用は、他の人のために何かをすることを意味する場合がある。従って、「お持ちします」と言って何か他のものを運ぶことを申し出るかもしれないというこのタイプの謙虚な形式は、「待たせる」に「お」と「します」を加えた「お待たせしました」、「すみませんでした」にも表示される。同様に、「お願いします」、で「お」と「します」を追加して、再び、「願う」から、などや、さらに丁寧に言うと、「持たせていただく」は、文字通り「持ち運びが許される」という意味であるがこのフレーズは、「お気に召すなら持ち運びます」という考えを表現するために使用される。鉄道駅で一般的に使われる「電車が参ります」のように、話者がエージェントではない場合、聞き手への礼儀として、同じ形式を使用することもできる。この場合、アナウンサー自身は到着していないが、単に丁寧であり、一部の言語学者はこれを「謙譲語」(話者がエージェントである）と区別し、代わりに「丁重語」を「礼儀正しい言語」と呼び、正式に次のように定義した。
この分類は、宮地裕によって最初に提案されたが、丁重語は「宛先敬称」として、常に丁寧語（です・ます形）と共に使用される。丁寧配列は一例として、"移動"の意味での「行く」、「行きます」、「参ります」がある。謙譲語では、グループ内の人々を指す場合、名前の接尾辞は削除される。例えば、会社の経営者は「私は社長の具志堅であり、"これ"はCEOの丹羽です」と言って自己紹介とチームを紹介するが、敬意を表す言葉と同様に、名詞も変更し「人」は「者」になる。この場合、謙譲語は、自分自身、または会社などのグループのメンバーを指すときに使用される。

### 尊敬語
話題中の動作や状態の主体が話者よりも上位である場合に使われる。動詞、助動詞、形容詞の語形変化を指すが名詞の語彙を変えることも尊敬語に含む場合がある（例：だれ→どなた）。
動詞の語形変化には以下のような方法がある。
- 語彙自体を変える - 例：いる・行く→いらっしゃる、食べる→召し上がる、見る→ご覧になる、する→なさる
- お / ご～になる - 例：待つ→お待ちになる、掛ける→お掛けになる
- お / ご～なさる - 例：待つ→お待ちなさる、掛ける→お掛けなさる
- れ / られ - 例：待つ→待たれる、掛ける→掛けられる

形容詞・形容動詞の語形変化には語の前に「お / ご」を付ける。
- 忙しい→お忙しい、多忙→ご多忙

人名には後に「様」「さん」「殿」「陛下」「先生」「先輩」「閣下」「社長」「部長」など敬称や職階をつける。
名詞には前に「お」「ご」「御（おん）」「み」「尊」「貴」「玉」などをつける。通常大和言葉には「お」を、漢語には「ご」を付けることが多い。「お」「ご」の2つは美化語としても用いられる。「み」以降は付けられる名詞が決まっており、造語力が低い。
- 車→お車
- 亭主→ご亭主
- 心→お心、み心（表記は「御心」で同一）
- 父→ご尊父
- 会社→貴社
- 原稿→玉稿
- 自宅→お住まい

尊敬語はその昔、階級によりその用い方が決められていたものがある。今日においても皇室典範などや慣習によって、天皇・皇族についてのみ用いられる。ただ日常では滅多に使われない。崩御なども単に「死去」や「お亡くなりになる」などと表現することもある。
- 誕生
  - ご誕生が一般的だが、1940年代までは皇族の誕生のみ降誕といった（天から地上に降った神の一族として扱っていたため）。
- 死亡（用いられる対象については各項を参照）
  - 崩御、薨御、薨去、卒去、逝去
- 自宅
  - 御所、邸

### 謙譲語
話題中の動作の客体（間接的である場合もある）が話題中の動作の主体よりも上位である場合に使われる。そのため謙譲語は話題中に2人以上の人物が登場しなければならない。動作の主体を謙す言い方であり、主体=話し手の場合には自分が謙ることになる。卑しめるという意味ではないが、自分が退くことで相手に敬意を表す意図があるため、会話においては慇懃無礼であるという印象を与えることがある。
動作の客体となる人物は聞き手でも第三者でもよく動作の主体は話し手・聞き手・第三者の誰でもよいが、会話の場にいない人物への敬語が使われなくなってきたため動作の客体が聞き手、動作の主体が話し手である場合が多くなっている。「やる」の謙譲語の「上げる」のように謙譲の意味が薄れている、または「食う」の謙譲語「食べる」のように謙譲の意味がほぼ消滅した語もある。
謙譲語は客体を高める語である。古文では、動作の客体が敬意の対象である場合、天皇・皇族や貴族の動作であっても、主体の動作には謙譲語を用いる。例えば、「中納言参りたまひて、御扇奉らせたまふに（枕草子）」において、中納言（藤原隆家）の動作は、中宮定子を客体としたものなので、「参る」「奉る」を用いる一方で、清少納言からは目上に当たる中納言が主体であるため、その動作には尊敬語である「たまふ」をつけ敬意を表す。このように、古文においては、ある主体の動作に対して謙譲語（動作主体の謙譲）と尊敬語（動作主体に対する尊敬）を同時に使う例も多く見られる。
語形変化には以下のような方法がある。
- 語彙自体を変える - 行く→伺う、見る→拝見する
- お / ご～する - 待つ→お待ちする、掛ける→お掛けする
- お / ご～頂く・申し上げる - 買ってもらう→お買い頂く、挨拶する→ご挨拶申し上げる

向かう先のある名詞に関しては接頭語「お / ご」を付けた形も謙譲語として用いられる。
- 手紙→お手紙を差し上げる、挨拶→ご挨拶を申し上げる、ご連絡を差し上げる

これらは同じ語形で尊敬語とも謙譲語ともなる。
- 先生へのお手紙、お客様へのご連絡 - 謙譲語
- 先生からのお手紙、お客様からのご連絡 - 尊敬語

### 丁重語/鄭重語
聞き手が、話し手よりも上位であることを表す語彙をいう。必ず「ます」を伴うことが特徴である。また話し手は話題中の動作主であるか動作主と同じグループに属する。この種の敬語は，一般に謙譲語と呼ばれてきたが，ここでは，謙譲語と区別して，特に丁重語と呼ぶこととする。
丁重語は基本的には自分側のことを述べる場合に使い，特に相手側や立てるべき人物の行為については使えないのに対し、丁寧語は自分側のことに限らず，広く様々な内容を述べるのに使えることである。また丁重語は，丁寧語よりも改まった丁重な表現である。
語形変化には以下のような方法がある。
- する→致す、いる→おる、行く・来る→参る、言う→申す

名詞に関しては規則的に丁重語を生成することができないが、下記のような例がある。
- 茶→粗茶
- 品→粗品
- 贈り物→つまらない物
- 妻→愚妻（同様に愚息、愚兄、愚弟、愚妹）
- 夫→宿六（“うちの碌でなし”を略し、さらに字を充てた）
- 自分の子→豚児（ただしここまで卑下するのは当人の自尊心を傷つける事にも繋がるので控えるべしという意見がある）
- 著作→拙著
- 理論→拙論
- 当社→弊社、小社

なお、物を贈る際に「つまらないもの」と称することが日本語独特の表現のように言われることがあるが英語でも"This is my little gift to you."（小さな贈り物です）のように自らの贈り物について謙遜する表現は存在する。

### 丁寧語
話や文章の相手に対して丁寧に述べるもの。広義として聞き手に対する配慮を表すもろもろの語を含める場合があるが、文法的に語末に使われる現代語の「です」「ます」「ございます」、古語の「はべり」「候ふ」などを指す。
丁寧さを添える「です・ます」で終わる文体を敬体、普通の「だ」や動詞・形容詞の終止形で終わる文体を常体と呼ぶ。
丁寧を表す語形変化は以下の通りであるが文法カテゴリーに応じて語彙を変える場合があり、文法的には丁寧語というよりも丁寧体として分析される。
- です
  - 名詞+繋辞 - 学生だ→学生です（現在）、学生だった→学生でした（過去）、学生ではない→学生ではありません（否定）、学生だろう→学生でしょう（推測）
  - 形容動詞 - 綺麗だ→綺麗です（現在）、綺麗だった→綺麗でした（過去）、綺麗ではない→綺麗ではありません（否定）、綺麗だろう→綺麗でしょう（推測）
- ます
  - 動詞 - 見る→見ます（意志）、見た→見ました（過去）、見ない→見ません（否定）、見よう→見ましょう（勧誘）
- ございます
  - 形容詞 - 忙しい→忙しゅうございます（現在）、忙しかった→忙しゅうございました（過去）、忙しくない→忙しゅうございません（否定）、忙しいだろう→忙しゅうございましょう（推測）
    - ウ音便を用いて「ございます」に接続させる形（例：忙しゅうございます）が伝統的な丁寧体である。形容詞に名詞や形容動詞で用いる「です」を接続させる形（例：忙しいです）は誤りであるとする考え方もあるが、1952年の第1回国語審議会「これからの敬語」では「平明・簡素な形として認めてよい」とされた[33]。

### 美化語

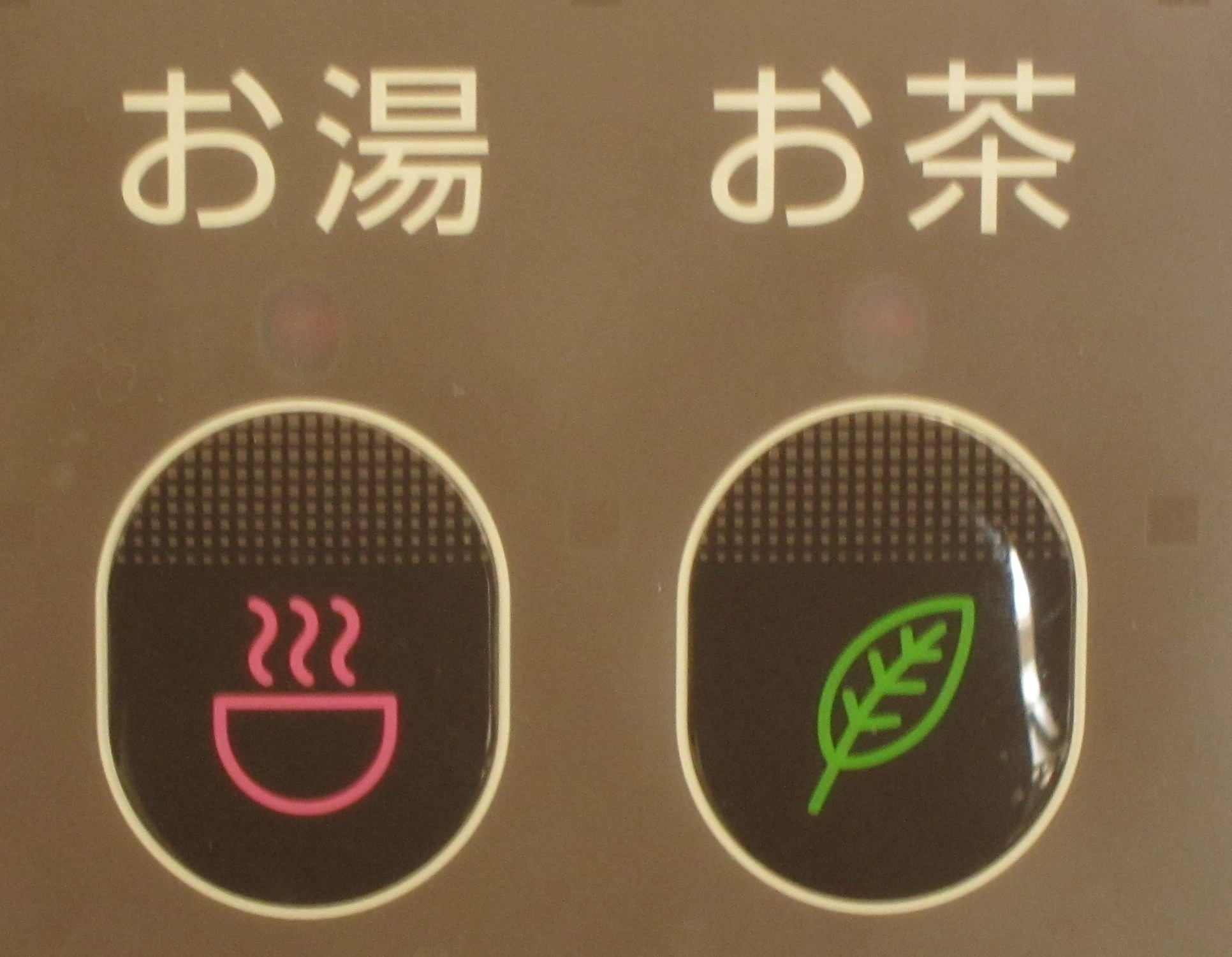
美化する接頭辞「御」は、「お湯」や「お茶」などの特定の単語によく使用される。

美化語とは使用者の言葉遣いをきれいにするもので、尊敬語や謙譲語とは違い、誰かを高くするものではない。文法的に見て敬語とは言えないが、聞き手に対する配慮を示しているということで敬語に準じるものとしたり丁寧語に分類することもある。名詞には「お」や「御（ご）」を付けたり、語彙を変えたりして作られる。原則として、「お」は和語に付け、「御（ご）」は漢語に付ける。
- 「お」をつける - 店→お店、茶→お茶、菓子→お菓子、食事→お食事、飲み物→お飲み物、芋→お芋[注 3]、下劣→お下劣、下品→お下品
- 「御（ご）」をつける - 住所→御住所、立派→御立派、説明→御説明、祝儀→御祝儀
- 語彙を変える - めし→ごはん、腹→おなか、便所→お手洗い

ただし、「茶」を「お茶」、「大事」を「お大事」、「電話」を「お電話」、「稽古」を「お稽古」、「ゆっくり」を「ごゆっくり」など、多くの例外を含む。
動詞、むしろ敬意を要求するまたはコマンドのためのアドレス指定枡の -stem（連用形）、続い〜御使用して形成されていてもよい基を、 kudasai（下さい、please）によって丁寧に導く。漢語+「する」の場合、接頭辞は通常「ご」と読み、固有語の場合は「お」と読む。

## 不規則動詞一覧
「お～になる」「～れる・られる」（尊敬語）、「お～する」（謙譲語）、「～ます」（丁寧語）のようにいろいろな語に適用できる一般的な語形（一般形）ではなく、特定の語形（特定形。補充形とも言える）が用いられる動詞とその特定形の一覧を示す。ただし特定形に限定されず一般形を使える場合も多いことから、「三省堂 Web Dictionary」の一覧表において一般形が挙げられず特定形のみ示されているケースを太字で示す。
| 一般        | 尊敬語                                                     | 謙譲語                          | 丁寧語   |
| ----------- | ---------------------------------------------------------- | ------------------------------- | -------- |
| 会う        |                                                            | お目に掛かる お目もじする       |          |
| 与える やる | 差し上げる 上げる 献上する 献呈する 献じる 進呈する        | 上げる                          |          |
| ある        | -                                                          | -                               | ござる   |
| 言う        | おっしゃる                                                 | 申し上げる 申す                 |          |
| 行く        | いらっしゃる おいでになる お越しになる                     | 伺う 参上する 上がる 参る       |          |
| いる        | いらっしゃる おいでになる おられる                         | おる                            |          |
| 受ける      |                                                            | 拝受する                        |          |
| 思う        | 思し召す                                                   | 存じる                          |          |
| 買う        | お求めになる 求められる                                    | -                               | 求める   |
| 借りる      |                                                            | 拝借する                        |          |
| 聞く        | （～が）お耳に入る                                         | 伺う 承る 拝聴する              |          |
| 着る        | 召す お召しになる                                          | -                               |          |
| 来る        | いらっしゃる おいでになる 見える お見えになる お越しになる | 参る                            |          |
| くれる      | 下さる 賜わる                                              | -                               |          |
| 死ぬ        | お亡くなりになる 亡くなられる 逝去する                     | -                               | 亡くなる |
| 知らせる    |                                                            | お耳に入れる                    |          |
| 知る        | ご存じだ                                                   | 存じる 存じ上げる 承知する      |          |
| する        | なさる あそばす                                            | いたす                          |          |
| 訪ねる      |                                                            | 伺う 参上する 上がる お邪魔する |          |
| 尋ねる      |                                                            | 伺う 参上する 上がる お邪魔する |          |
| 食べる      | 召し上がる 上がる                                          | 頂く 頂戴する                   |          |
| 飲む        | 召し上がる 上がる                                          | 頂く 頂戴する                   |          |
| 寝る        | お休みになる 休まれる                                      | -                               | 休む     |
| 見せる      |                                                            | お目に掛ける ご覧に入れる       |          |
| 見る        | ご覧になる                                                 | 拝見する                        |          |
| 命じる      | 仰せ付ける                                                 | -                               |          |
| もらう      |                                                            | 頂く 頂戴する 賜わる 拝受する   |          |
| 読む        | 拝読する                                                   |                                 |          |

## 敬語以外の待遇表現
敬語以外の待遇表現も話題中の人物に関する素材待遇表現と、聞き手に対する対者待遇表現に分けられる。素材待遇表現には、尊大語・侮蔑語がある。対者待遇表現は丁寧語である「です・ます」をつけないぞんざいな語を用いることで聞き手が同等あるいは下位であることが表現される。また、特に聞き手を卑下し、罵倒する表現を卑罵語として分類することがある。
英語にはさまざまな使用域があるが、その形式性と礼儀正しさのレベルは日本語ほど正式ではなく、明確に定義されていない。しかし日本語スピーチの感覚を身につける上で有益であり、英語も非常に鈍い（"Give me the book"「本をくれ」）ものから、非常に間接的で手の込んだものまである（"If it's not too much trouble, could you please be so kind as to pass me the book?"「問題がないなら、本を渡すように親切にしてください」。）。同様に、単語の使用方法を変更すると、 "Do you know?"「知っていますか？」ではなく、 "Are you familiar with?" or "Are you acquainted with?",「あなたは精通していますか？」といった表現などもある。または、知っている、ではなく、ご存知、という感覚のような伝え方も幾つかある。英語では、ゲルマン語の語は一般に平易であり、フランス語からの語は一般的に華やいだものが多く（"drink" 「ドリンク」と"beverage"「飲料」を比較）、ラテン語からの語はより形式的で技術的である（ 英語と関連記事を参照）。同様に日本語では、日本語起源の単語はより簡潔であり、中国起源の単語はより形式的であり、厳格なルールではないが、グラデーションの雰囲気を与える。 ハンブル言語は、現代英語ではあまり一般的ではないが、ゲストが「私はここにあることが幸せです」または「私はここにいることをうれしく思います」ではなく「私は、ここにいることを光栄に思います」と言って、また、以前はより形式的で謙虚だった「誠実」などのさまざまな価値観において、「私は、サー、あなたの最も謙虚で従順な僕」などの形でいくつかの状況で使い分ける。
コンビニエンスストアやファーストフードレストランでは、若くパートタイムである従業員に、口頭で顧客とやり取りすることを取扱説明的に厳密に規定された方法を教えることもある。これらの音声形式は、マニュアル敬語（ manyuaru keigo 、"manual keigo"）またはバイト敬語 （ baito keigo 、 "パートタイマーkeigo"）として知られている。この種の敬語には、従来の使用法（敬語の）に関して、文法上誤っているか、もしくは少なくとも非標準と見なされるのもある。一般的な例 - [こちら]うどんになります（文字通り「[これは] うどんになる」の丁寧形であるが、「[これ]はうどんであろう」という表現として使用されている）がある。うどんです、うどんでございます（「[これ]はうどんである」を丁寧に表現したもの）の代わり - このバイト敬語の形式は多くの場合、なるは敬語として扱われているが、うどんが何かに「なって」はいないので、より一般的に表現としては、間違っている。

## 方言における敬語表現
現在、各地方特有の敬語は、共通語の敬語に置き換えられたり、階層社会の変化によって使われなくなったり（例：旧城下町の士族言葉）、有力な地域の方言の敬語が周辺地域に影響を及ぼしたり（例：名古屋弁「みえる」の岐阜県への伝播）するなど、様々な変化を起こしている。場面に応じた使い分けで方言と共通語の敬語が共存している地域もあり、例えば近畿地方では、高い敬意を表す尊敬語「なはる」「お・・・やす」や丁寧語「だす・おます」「どす・おす」は共通語の敬語に押されて衰退したが、くだけた場面でも多用される軽い尊敬語「はる」は共通語の敬語に置き換えられないため、依然広く用いられている。
日本語の敬語（あるいは待遇表現）の運用には地域差がある。大まかには、東日本では旧城下町など特定の地域・階層を中心に敬語が発達し、改まった場面に限って用いることが多いのに対し、西日本では幅広い地域・階層で敬語が発達し、改まった場面だけでなくくだけた場面でも日常的に用いる。福島県から静岡県にかけての太平洋側や紀伊半島南部、伊豆諸島（八丈島除く）などは敬語をあまり用いない「無敬語」地域であるが、東京周辺だけは敬語が発達していて言語島をなしている。これは中世から近世にかけて上方から江戸に敬語が移入されたためであり、現在でも「お寒うございます（×お寒くございます）」「ありません（×ありましない）」などにその名残が見られる。東京を含め現代の多くの方言では絶対敬語から相対敬語へと移行しているが、近畿地方などでは絶対敬語の傾向が残っており、身内敬語も盛んである。
琉球語でも敬語表現が発達している。沖縄方言における敬語もしくは謙譲語的表現の例として、士族階級における「姉妹」という意味の「うない（おなり）」が「うみない（おめなり）」、「兄弟」という意味の「いきー（えけり）」が「うみきー（おめけり）」になるなどの呼称の語形変化が挙げられる。

## 敬語研究の歴史

### 近代以前
敬語の体系的記述は、江戸時代の初期において、イエズス会のロドリゲスによる文法書『日本大文典』に見られる。整理の不完全や体系化の不十分が少なからずあるが、敬語の本質を鋭くついており、当時の一般状況から見れば注目に値する。一応ではあるが、日本人による研究もあった。いずれも古典注釈に端を発する語学的考察で、主なものを挙げれば、東条義門『山口栞』、鹿持雅澄『舒言三転例』、越谷吾山『物類称呼』、安原貞室『片言』などがある。この他にも、本居宣長・本居春庭・曲亭馬琴・富士谷御杖・長野主膳らの著述において、敬語に関する発言が散見される。
以上のように、明治以前において組織化した敬語の研究は、学者の間に個別的な考察が少しばかりある程度で、体系的に整理されたものはなかった。

### 近代以降
時代が明治に入っても、敬語研究に大きな展開はなかったが、それでも中頃を過ぎると、研究方法が体系化してきたこともあり、注目すべきものが続出した。例えば松下大三郎『日本俗語文典』、吉岡郷甫『日本口語法』、三矢重松『高等日本文法』など、「俗語文典」「口語文法」などの名で文法書が数多く出たが、これらは全て敬語を取り上げている。これらに先立つものとして、三橋要也の論文「邦文上の敬語」は、敬語分類の嚆矢として注目される。
こうして時代は大正に入るが、この時期において注目すべきは山田孝雄である。山田は『日本文法講義』や『日本口語法講義』の中で敬語法の一端を説いたが、やがてそれを発展させて『敬語法の研究』を出した。今日においては若干の不備も指摘されるが、その叙述は精細であり、敬語のみを対象とした研究書としては最初のものという史的価値のみならず、敬語が人称と深く関係する点に着目して体系化させた点に意義がある。
同じく注目すべきは松下大三郎である。松下は『標準日本文法』で名詞や動詞を主軸にして、非常に独創性のある敬語論を展開しており、最終的には『改撰標準日本文法』における論に到達した。これは結果として用語の特殊さなどからあまり顧みられなかったが、山田の敬語論とは異なる立場による精密な分析による考察の幅広さは、吟味すべき価値を有する。
やがて時代が昭和に入ると、大勢の人々によって敬語の史的研究が行われるようになった。そのような中で、体系論や本質論といった面では、松尾捨治郎がいる。松尾は『国語法論攷』において、敬語を「成分敬語」と「非成分敬語」に分類し、いわゆる卑罵表現の類を組み込んだ。
とりわけ注目すべきは時枝誠記である。時枝は言語過程説の立場から、「敬語は敬意を表現する言葉であり、国民の敬譲の美徳に基づくものである」などの一般的説明を否定し、「いわゆる尊敬語や謙譲語は、素材の上下尊卑といった事物の在り方の表現である」とし、「いわゆる丁寧語のみが、話し手の聞き手に対する敬意の表現である」とした。すなわち、尊敬や謙譲は「自ずから語彙論に属するもので、文法論に属するものではない」ので、「文中の首尾の敬語の対応関係は、文法による対応ではなく、素材による対応に過ぎない」という。時枝の敬語論は、従来の敬語論に対して断層的差異を持つものといえるもので、その後の敬語研究（とりわけ敬語の本質に対する見方を根拠とした分類法）を主導した。